# تسلسل

تسلسل

تسلسل، (به انگلیسی: Infinite regress): مجموعه گزاره‌ هایی است که از درستی گزارهٔ P1 بدست می‌آیند که نیازمند پشتوانهٔ گزارهٔ P2، درستی گزارهٔ P2، پشتوانهٔ گزارهٔ P3 و تا آخر باشد و می‌تواند تا بی‌نهایت (ad infinitum) ادامه یابد. میان تسلسل‌هایی که «معیوب» هستند و آن‌هایی که این‌طور نیستند، تمایزاتی وجود دارد، به هرحال، در مورد تسلسل و حتی تسلسل اعداد، نظرات متفاوتی وجود دارد.
تعریف تسلسل، از دو بعد لغوی و اصطلاحی تعریف می‌شود.
بعد لغوی: اموری که به دنبال هم به صورت زنجیروار می‌آیند. این زنجیرها فقط رابط هستند؛ خواه رابطه علت و معلولی برقرار باشد، خواه نباشد. 
بعد اصلاحی: ترتّب و توقّف و وابستگی یک شئ موجود بر  شئِ دیگر، که همراه با او بالفعل موجود می‌باشد. 
در کل باید گفت این نواحیِ علل‌ها می‌تواند تا بی‌نهایت ادامه یابد یا حتی فقط از یک ناحیه تا بی‌نهایت ادامه یابد. 

## براهین ابطال تسلسل

### برهان تطبیق
سلسله‌ای نامتناهی از اشیای دارای ترتیب را فرض می‌کنیم به گونه‌ای که از یک جهت متناهی و از جهت دیگر نامتناهی باشد. این سلسله را «الف» می‌نامیم. آنگاه تعدادی متناهی از اعضای سلسله را از جهت متناهی سلسله کم می‌کنیم و نام سلسلهٔ حاصل را «ب» می‌گذاریم. سلسله‌های الف و ب را بر یکدیگر تطبیق می‌دهیم. حال اگر در این وضعیّت به ازای هر عضوی از سلسلهٔ الف، عضوی از سلسلهٔ ب موجود باشد، کلّ و جزء، مساوی خواهند بود که باطل است و اگر پس از تطبیق، عضوی از سلسلهٔ الف یافت شود که به ازای آن، عضوی از سلسلهٔ ب موجود نباشد، این امر مقتضی انقطاع سلسلهٔ و در نتیجه، متناهی بودن آن است. حال با فرض متناهی بودن ب، سلسلهٔ الف نیز که برحسب فرض به تعدادی متناهی بیش از سلسلهٔ ب عضو دارد، متناهی خواهد بود؛ بنابراین، از تناهی سلسلهٔ ب تناهی سلسلهٔ الف حاصل می‌آید که خلاف فرض ما است.

### برهان آحاد و الوف
اگر سلسله یا مجموعه‌ای نامتناهی از علّتها و معلول‌ها، یا غیر از آن، موجود باشد، ناگزیر مشتمل بر دسته‌های هزارتایی از اجزا خواهد بود. سلسلهٔ اوّلیّه را «الف» و سلسله‌ای را که مشتمل بر دسته‌های هزارتایی است را «ب» می‌نامیم، بدین‌گونه که هر عضو سلسلهٔ ب مجموعه‌ای مشتمل بر هزار عضو سلسلهٔ الف است. تعداد اعضای سلسلهٔ ب یا مساوی یا بیشتر یا کمتر از تعداد اعضای سلسلهٔ الف است. امّا محال است که تعداد اعضای سلسلهٔ ب مساوی یا بیشتر از تعداد آحاد سلسلهٔ الف باشد، زیرا تعداد آحاد سلسلهٔ الف می‌باید هزار بار بیشتر از تعداد اعضای سلسلهٔ ب باشد. از طرف دیگر، محال است که تعداد اعضای سلسلهٔ ب کمتر از تعداد آحاد سلسلهٔ الف باشد، زیرا در این هنگام آحاد سلسلهٔ الف مشتمل بر دو مجموعه خواهد بود: یکی به اندازهٔ تعداد اعضای سلسلهٔ ب و دیگری مقداری که اضافه بر آن است. مجموعهٔ اول که به اندازهٔ تعداد اعضای سلسلهٔ ب است؛ یا در طرف متناهی سلسلهٔ الف یا در طرف غیرمتناهی آن است. اما در هر دو حالت، تناهی سلسلهٔ الف لازم می‌آید که خلاف فرض است؛ همچنین اگر سلسله از هر دو طرف نامتناهی باشد، می‌توان مقطعی را برای آن فرض گرفت تا طرف متناهی حاصل آید، سپس استدلال را ادامه داد. اما لزوم تناهی در فرض اوّل بدین علّت است که تعداد اعضای سلسلهٔ متناهی است زیرا محصور بین دو حاصر است. یکی از دو حاصر، طرف سلسله است و دیگری مقطعی است که مبدأ مجموعهٔ دوم، یعنی مجموعهٔ زائد بر تعداد اعضای سلسلهٔ ب، در آن فرض شده‌است. و هرگاه سلسلهٔ ب متناهی باشد، سلسلهٔ الف نیز متناهی خواهد بود، زیرا سلسلهٔ الف مشتمل بر مجموع آحادی است که دسته‌های هزارتایی در سلسلهٔ ب از آن‌ها تألیف یافته‌اند و سلسله‌ای که از سلسله‌هایی که اعداد و آحادشان متناهی است تألیف یافته باشد، ضرورتاً متناهی است.
امّا در فرض دوم، مجموعه‌ای که همان مقدار زائد بر تعداد اعضای سلسلهٔ ب است در طرف متناهی واقع می‌گردد و این مجموعه به سبب انحصارش بین طرف سلسلهٔ الف و مبدأ سلسلهٔ ب ضرورتاً متناهی است.
آحاد این مجموعهٔ زائد نهصد و نود و نه بار بیش از تعداد اعضای سلسلهٔ ب است؛ بنابراین، در این هنگام تناهی سلسلهٔ ب لازم می‌آید که خود مستلزم تناهی سلسلهٔ الف به علّت تناهی تعداد و آحاد اجزایش است.

### برهان قریب‌المأخذ به تضایف
سلسله‌ای غیرمتناهی از علّت‌ها و معلول‌ها را فرض می‌کنیم که از سوی عللْ نامتناهی باشد. معلول اخیر را حذف می‌کنیم. هر یک از آحاد سلسله که بعد از آن قرار دارد به دو اعتبار مختلف متّصف به علّیّت و معلولیت می‌گردند، زیرا حیثیّت علّیت هر عضو سلسله غیر از حیثیّت معلولیّت آن عضو است. با تفکیک بین علّیّت و معلولیت اعضای سلسله، دو مجموعه حاصل می‌شود که دارای تغایر اعتباری است. سلسلهٔ علل را الف و سلسلهٔ معلول‌ها را ب می‌نامیم. هنگام تطبیق بین این دو سلسله، وصف علّیّت بر معلولیّت زیادت می‌یابد و به عبارت دیگر، تعداد اعضای سلسلهٔ الف بیش از تعداد اعضای سلسلهٔ ب خواهد بود، زیرا هر معلولی مسبوق به یک علّت است. از طرف دیگر، هر علت با معلول مختصّ به خود که در مرتبهٔ آن است، منطبق نمی‌شود، بلکه با معلولی که علّتش در مرتب مقدم بر آن است منطبق می‌گردد؛ زیرا معلول اخیر که معروض علّیّت واقع نمی‌شود از دایرهٔ تطبیق خارج است؛ بنابراین، باید در سلسلهٔ علل یک علت افزون بر معلول‌ها باشد، در غیر این صورت، سبقتی که هر علّت بر معلول خود دارد نقض می‌گردد. معنای زیادت مراتب علّیّت بر معلولیت این است که علّتی در مجموعهٔ علل یافت می‌گردد که به ازایش معلولی وجود ندارد و لازمهٔ این موضوع انقطاع و متناهی بودن دو سلسله است.

### برهانِ اَسَدّ و اَخْصَر (محکم‌ترین و کوتاه‌ترین برهان)
فرض کنیم سالنی داریم پر از جمعیت، از هرکدام از اعضای مجموعهٔ افرادِ داخل سالن که سؤال کنیم چرا به سالن آمده‌اند؟ در پاسخ خواهند گفت: «چون آن شخصِ دیگر آمد، من‌ هم در پیِ او آمدم.» وقتی از آن شخصِ دیگر هم سؤال کنیم که چرا واردِ سالن شده است، خواهد گفت: «چون آن شخص سوم آمد، من هم آمدم.» درست مانند پدیده‌ها که از هر کدام سؤال کنیم چرا به‌وجود آمدی؟ پاسخ خواهد داد: "چون آن پدیدهٔ دیگر که علّتِ من بود آمد، من هم آمدم.»
اکنون ما دو دانسته داریم:
اولاً هیچ‌یک از حاضرینِ سالن، از ازل در سالن نبوده‌ است و در برهه‌ای وارد سالن شده‌ است.
ثانیاً هیچ‌یک حاضر نبوده وارد شود، مگر اینکه دیگری وارد سالن شود.
نتیجه این خواهد بود که بالاخره یکی از این افراد باید پیشقدم می‌شده تا وارد سالن شود. این یک نفر نباید حضورش را در سالن به حضور دیگران مشروط کرده باشد؛ یعنی ورود به سالن باید از جایی شروع شده‌ باشد.

### برهان امکان شمارش
ن. فخر در کتاب برهان علیت، برهانی برای ابطال تسلسل مطرح می‌کند که احتمالاً برهانی جدید است؛ با نام" امکان شمارش" با این تقریر:
سلسله‌ای از پدیده‌های پی‌درپی را در نظر می‌گیریم که آخرینِ آن‌ها الف نام دارد.
الف معلولِ ب، ب معلولِ پ، … و به‌همین‌ترتیب ادامه دارد تا جایی که نمی‌دانیم ابتدایی دارد یا نه؛ یعنی نمی‌دانیم متناهی‌ست یا نامتناهی.
آنچه می‌دانیم این‌است‌که این پدیده‌ها هریک، معلولِ پدیدهٔ قبلی و علتِ پدیدهٔ بعدی‌ست.
پس این را می‌دانیم که «همهٔ» پدیده‌های قبلی، یک‌به‌یک در پیِ هم به‌وجود آمده‌اند تا به پدیدهٔ الف رسیده‌اند. به‌عبارتی پدیدهٔ الف به‌طور مستقیم، معلولِ پدیدهٔ ب و به‌طور غیرمستقیم، معلولِ پدیدهٔ پ، ت، ث، … است؛ پس بدون به وجود آمدنِ «همهٔ» این پدیده‌های قبلی، پدیدهٔ الف به‌وجود نمی‌آمد. در اینجا تأکید بر روی کلمهٔ «همه» است.
اکنون سؤالی مطرح می‌کنیم:
اگر این مسیرِ آمده را به‌طور معکوس طی کنیم، آیا "ممکن" است "عملاً" "همهٔ" پدیده‌های قبلی را ملاقات کنیم؟
پاسخ این است: بله.
اما دلیلش چیست؟
زیرا یک‌بار «همهٔ» پدیده‌های قبلی، مسیرِ مذکور را طی کرده‌اند و یک‌به‌یک به‌وجود آمده‌اند تا «عملاً» پدیدهٔ الف را به‌وجود آورده‌اند. همین دلیل کافیست تا قبول کنیم، طی کردنِ این مسیر، «امکان‌پذیر» است، چراکه یکبار طی شده‌است و طی شدنش به فعلیت رسیده‌است.
حال سؤال دومی مطرح می‌کنیم:
اگر سلسلهٔ مذکور، ابتدا نداشته باشد و نامتناهی باشد و این مسیر را به‌طور معکوس طی کنیم، آیا "ممکن" است که "عملاً" "همهٔ" پدیده‌های قبلی را ملاقات کنیم؟
پاسخ این است: خیر.
اما دلیلش چیست؟
زیرا گرچه رسیدن به هر عضوِ یک سلسلهٔ نامتناهی، قطعی‌ست، اما شمارش یا رسیدن به همهٔ اعضای یک سلسلهٔ نامتناهی "عملاً" "غیرممکن" است. علتش هم واضح است: چون نامتناهی‌ست.